# Brokhoppstjärtar
Brokhoppstjärtar (Entomobryidae) är en familj av urinsekter. Enligt Catalogue of Life ingår brokhoppstjärtar i överfamiljen Entomobryoidea, ordningen hoppstjärtar, klassen urinsekter, fylumet leddjur och riket djur, men enligt Dyntaxa är tillhörigheten istället ordningen hoppstjärtar, klassen urinsekter, fylumet leddjur och riket djur. Enligt Catalogue of Life omfattar familjen Entomobryidae 214 arter. 
Tillhörande arter är små insekter och de saknar vingar. På bålens undersida finns ett organ som liksom en fjäder meför att individen kan hoppa. En hård skal saknas och färgen är oftast grå. Några arter kan ha blåa eller violetta mönster. Kroppslängden ligger vid 3 till 5 mm.
Brokhoppstjärtar lever i fuktiga landskap med ett tjockt lövskikt. De äter svampar och föruttnande växter. Ofta syns många individer på samma ställe. Exemplaren är hela året aktiva.
Släkten enligt Catalogue of Life och Dyntaxa:
- Coecobrya
- Corynothrix
- Drepanura
- Entomobrya
- Entomobryoides
- Hawinella
- Heteromurus
- Janetschekbrya
- Lepidobrya
- Lepidocyrtus
- Lepidosira
- Orchesella
- Orchesellides
- Pseudosinella
- Seira
- Sinella
- Willowsia